# Свято-Миколаївський храм (Тритузне)
Свято-Миколаївський храм — чинна церква у колишньому козацькому селі й місцевості Кам'янського — Тритузному. Парафія належить до Кам'янського благочиння Дніпропетровської єпархії ПЦУ. Збудована у 1820 році.

## Історія
1784 року, на сільських зборах було вирішено клопотати перед архиєпископом Никифором про будівництво церкви. Звертаючись із проханням про благословення, селяни писали у своєму листі: «Слобода наша Тритузова — поселення колишніх запорожців, в якій нині є парафіяльних дворів 107; через брак в ній церкви, вона належить парафіям у восьми верстах від села Кам'янського Різдва-Богородичної церкви; минулого ж 1778 року, 4 серпня, за даним від нас антецессору вашого Преосвященства, Преосвященному Євгенію, архієпископу Слов'янському, повідомленню, в силі, вчиненої його Преосвященства резолюції … указом велено, в міркуванні далекої слободи Тритузне, від Каменського приходу відстані, що лежить в 5-ти верстах Варваринської церкви села Карнаухівка, до якою найнижчої просимо — про дозвіл у цій нашій слободі Тритузній знову Миколаївську церкву закласти».
Перед початком будівництва церкви на слобідській раді були обрані представники — Клим Горбенко, Степан Гайдаренко та Іван Повстяний, на яких поклали всі роботи по облаштуванню церкви. Потім було відміряно і виділено 120 десятин землі для майбутньої церкви, а також заготовлено 180 колод для церковних стін.
Основним жертводавцем будівництва церкви був Йосип Нороха — заможний селянин. Про дозвіл на заснування церкви святителя Миколи тритузенці клопотали у правителя Катеринославського намісництва генерал-майора Синельникова І. М., який разом з листом відіслав і план виділеної землі для майбутнього храму.

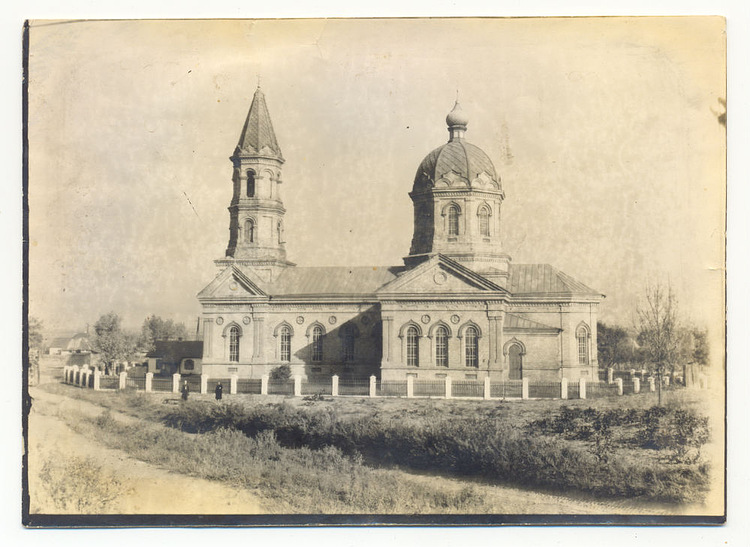
Кінець XIX-початок ХХ ст.

13 вересня 1782 видано благословенну грамоту на закладення і будівництво церкви. 2 листопада, протоієрей Феодор Фомич освятив місце під будівництво. Церкву було зведено місцевими майстрами всього за два роки. Незадовго до освячення, його прикрасили прекрасним іконостасом, розписали стіни, і підготували все необхідне для богослужіння. 28 жовтня 1784 Свято-Миколаївська церква було урочисто освячено.
Але, на жаль, через пожежу в селі, церква згорла. Тому тритузняни вирішили зібрати кошти і на намоленому місці 1820 року спорудили муровану церкву. Цеглу привозили баржами з Київщини, розвантажували всією громадою, будували на міцному розчині, замішаному на жовтках курячих яєць, які дбайливі господині збирали з усіх дворів.
За часів СРСР церква дуже постраждала, але була чинною. На дерев'яному іконостасі було 23 ікони, одна з них — великомученика Димитрія — у срібній ризі, була особливо гарною. Церква мала цінні книжки, необхідні культові предмети, які, на жаль, до нашого часу не збереглися.
В 1923—1925 рр. — перший удар — вилучення більшовиками церковних цінностей. У парафії катастрофічно бракувало грошей для належного догляду й ремонту будівлі. Церква поступово руйнувалася. 1925 року було також відібрано дім священика для потреб міськкомунгоспу. Першого разу церкву закрили у 1934 році. Привід був формальний — недостатня кількість парафіян.
Перед війною, за спогадами старожилів, у ньому працювали суд, клуб, колгоспний гараж, для заїзду машин навіть вибили ворота й спорудили естакаду.
Під час окупації України Третім Рейхом з 1941 по 1943 р. знову велися служби у церкві. Але 1963 року його знову було закрито.
Потім багато років тут був склад Придніпровського хімзаводу, який, як справжній військовий об'єкт, охоронявся солдатами. Величезний вівтар поділили стінами. Особливої руйнації козацька святиня зазнала у 1980-их, коли тут встановили верстаки невідомого призначення — запихали їх через діри в стінах, повибивали вікна, дощі заливали будівлю через проріхи в даху.
Розповідають, що кілька разів церкву збиралися стерти з лиця землі: обв'язану цегляну башту тягнули тракторами, та ні троси, ні техніка не витримували. А запрошені піротехніки переконали, що вибухівка разом з церквою знищить пів-заводу.
На початку 2000-х років будівлю було передано віруючим Української православної церкви Київського патріархату.

## Сьогодення
Ведуться роботи з реставрації святині. Наразі відреставровано вежу церкви. На черзі — основний поверх. Реставрується церква, головним чином, на кошти парафіян та меценатів.

## Галерея

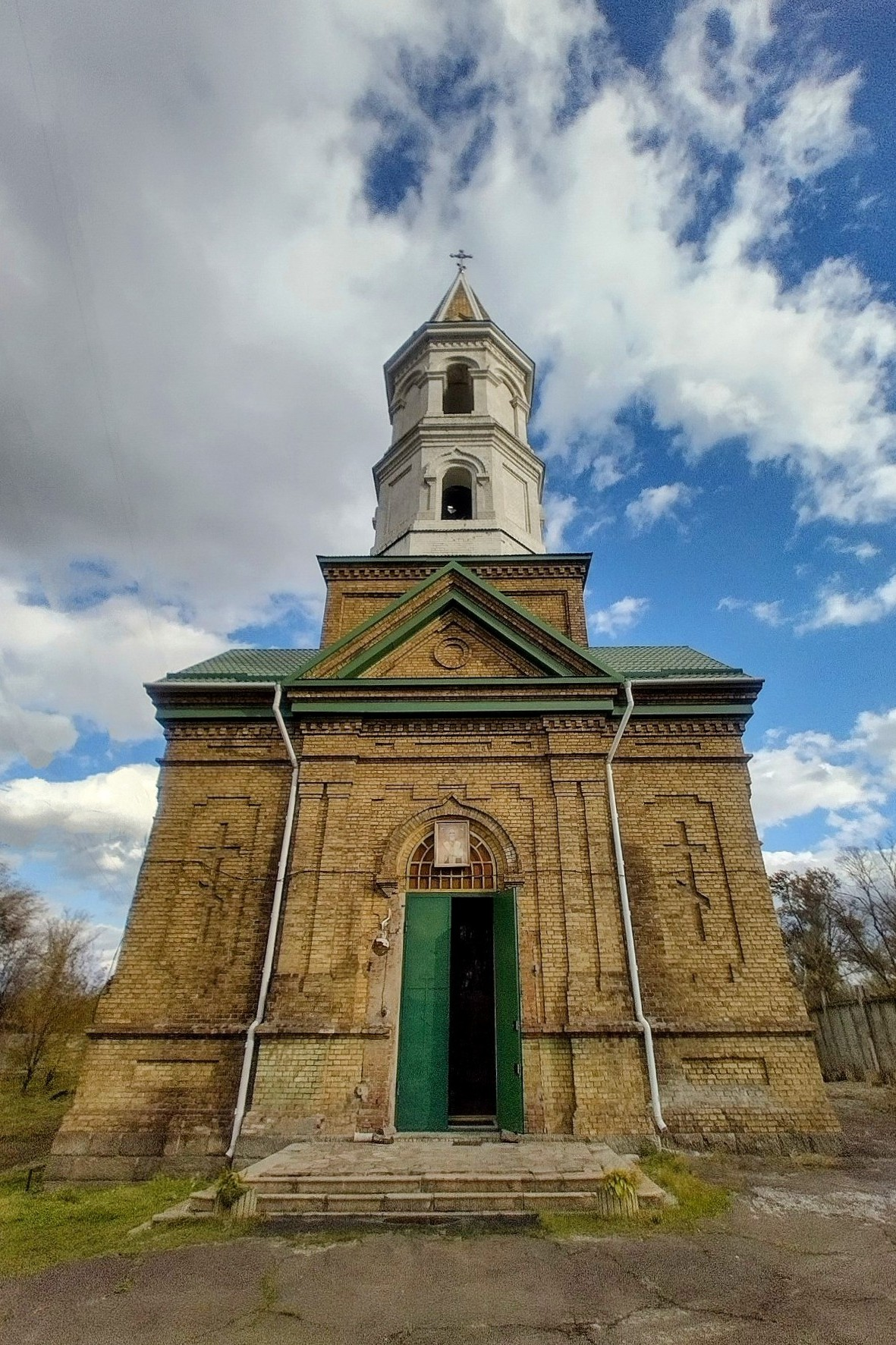
Портал
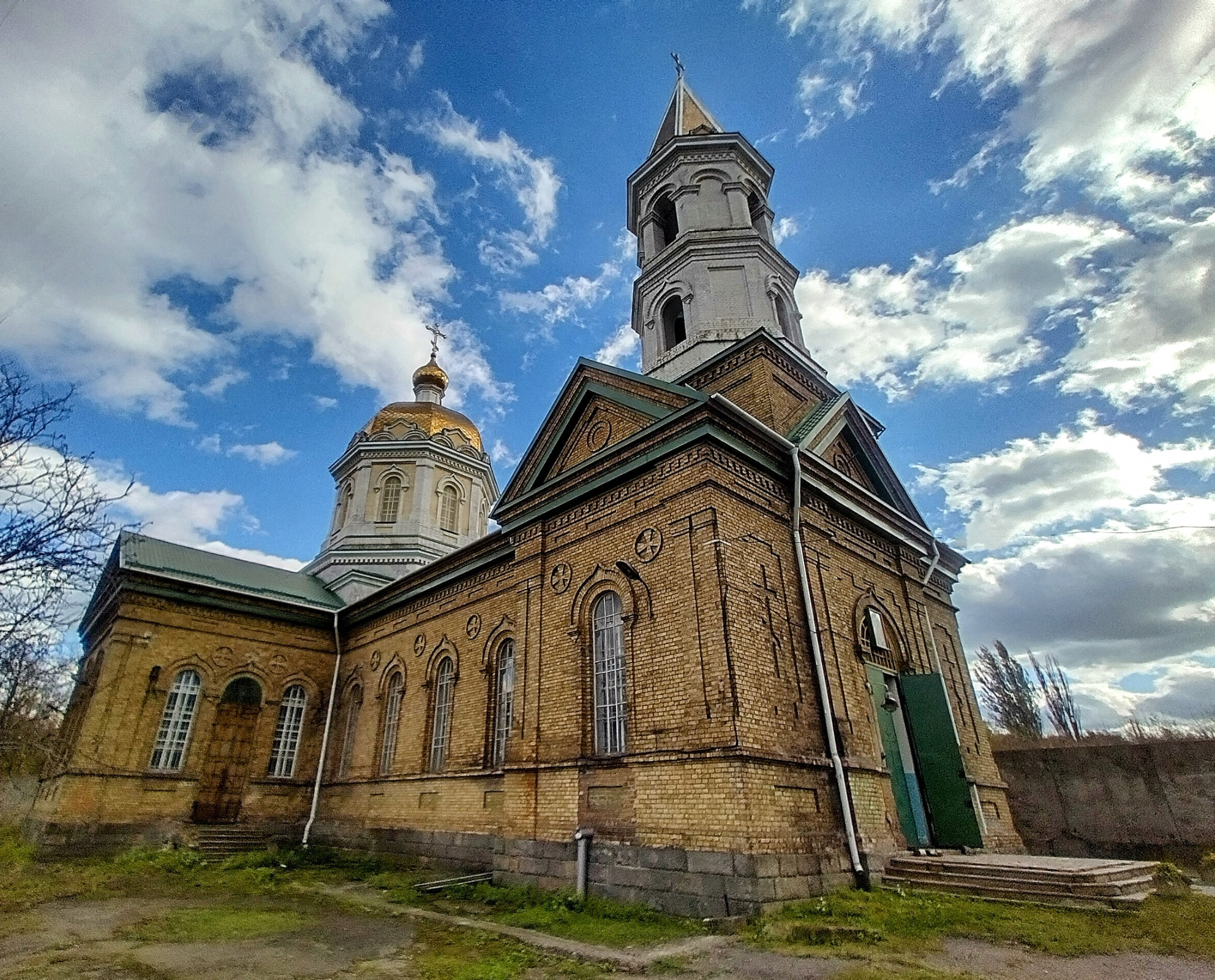
Кутовий вигляд
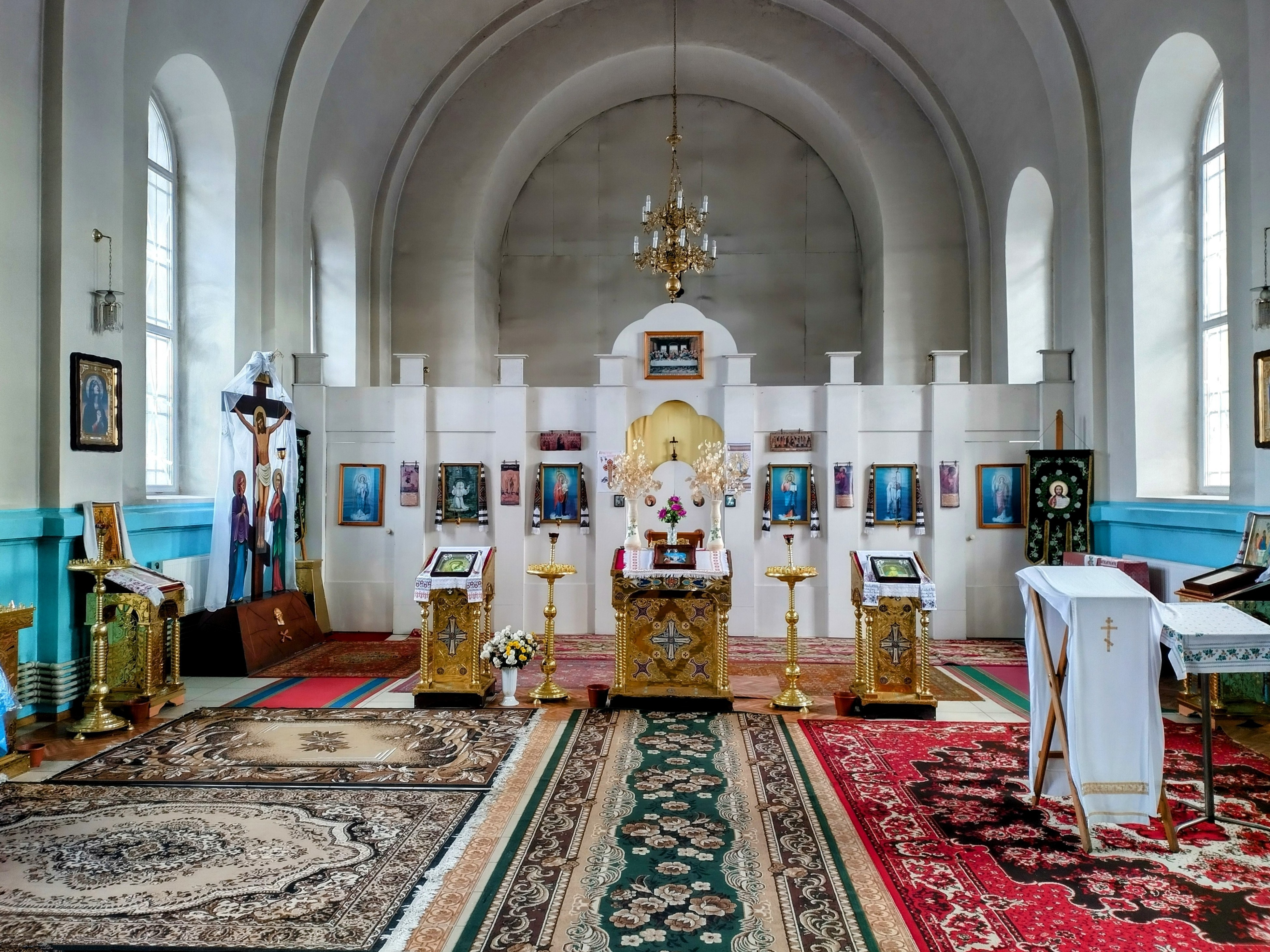
Внутрішній інтер'єр
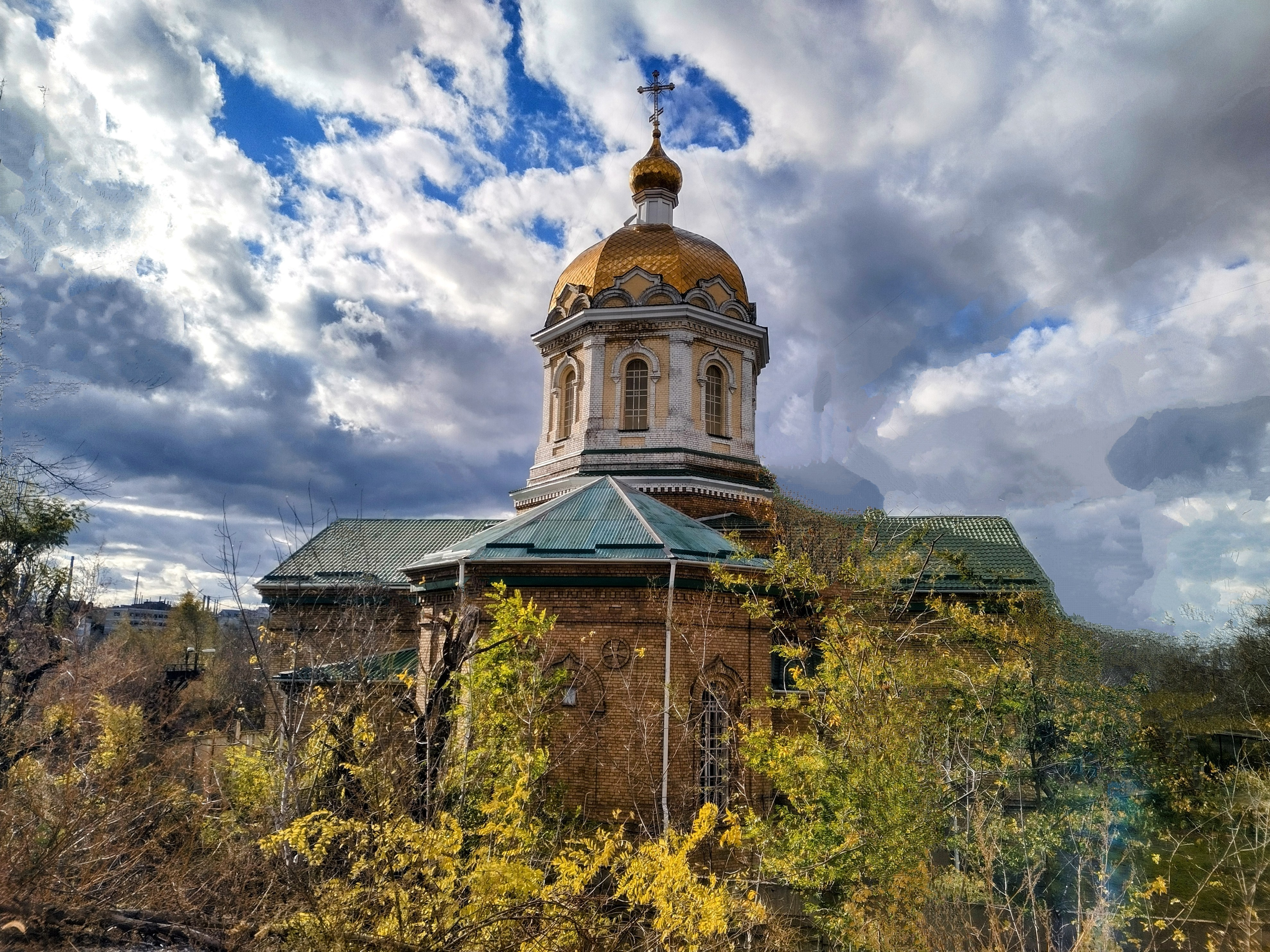
Зворотня сторона

1. ↑  Церква Святого Миколая. www.google.com.ua.